# Mobilisering
Mobilisering innebär att en stat omorganiseras inför ett krig.
Mobilisering kan genomföras med några av följande medel:
- inkallelse av totalförsvarspliktiga
- omställning av industriell produktion
- ransonering av vissa varor och tjänster
- statlig rekvirering av viktig egendom
- iordningställande av skyddsrum och befästningar.

## Sverige
I Sverige fanns det under kalla kriget och den dåvarande försvarspolitiken två huvudsakliga former av mobilisering, partiell (p-mob) och allmän mobilisering (A-mob). Skillnaden låg i hur långt samhället gick i sina förberedelser för krig, där den partiella mobiliseringen innebar att nyckelförband och nyckelpersonal inkallades för tjänstgöring. Vid allmän mobilisering kallades all krigsplacerad personal in till tjänstgöring. Den partiella mobiliseringen var i sin del indelad i två alternativ med kodfärgerna gul respektive röd, allt beroende på vilken personal det gällde. Den allmänna mobiliseringen hade kodfärg vit.
Vid allmän mobilisering skulle vissa delar av civilbefolkningen i städer flyttas till glesbygd. Om allmän mobilisering väl utlysts gick det inte att stoppa den väldiga process som då sattes igång. Varje meddelande i media (oavsett av vem) skulle betraktas såsom falskt. Televerkets telefonkataloger innehöll fram till sent 1980-tal stycket "Om kriget kommer", vilken instruerade om hur allmänheten skulle agera vid mobilisering och i krig, däribland stod tydligt "Varje meddelande om att mobiliseringen skall avbrytas ÄR FALSKT".
Genom så kallade riktningsalternativ kunde man mobilisera förband inom en viss landsdel och dessa var då uppdelade enligt nedan:
- Norre (Norra Sverige)
- Östen (Östra Sverige)
- Sören (Södra Sverige)
- Vidar (Västra Sverige)

Därtill har Överbefälhavaren en möjlighet att beordra Givakt, vilket är dennes mest genomgripande order i det att landets militära försvar till stora delar förbereder sig för regeringens beslut om mobilisering.
Allmän mobilisering skulle vidare innebära till exempel:
- Samtliga krigsplacerade inom försvarsmakten inställer sig vid sina inkallelseplatser (enligt mobiliseringsordern som också var giltig biljett för allmänna kommunikationer).
- Dessa blir så kallade krigsmän, och den som i det civila var chef över andra kan plötsligt bli underställd en förut underordnad.
- Samtliga fordon med så kallad inställelseplikt skall överförs till krigsmakten (bland annat alla timmerbilar samt ungefär 20 000 Volvo 245)
- Öppnande av samtliga mobiliseringsförråd.
- Matransonering införs.
- Utrymning av civilbefolkning från vissa gränsnära städer.
- De svenska delarna av SAS överförs till krigsmakten.
- Bränsleransonering införs.
- Samtliga affärsbanker utom (dåvarande) PK-Banken stängs. Alla svenskar tilldelas personkonto att användas exklusivt.
- Möjligheten till lån och kredit avskaffas.
- Kronan avnoteras från de internationella valutakurserna. Sveriges handel genomförs med hjälp av statsobligationer, valutareserv, guldreserv etc.
- Internering av många utländska medborgare (efter vilka principer, var och förblir hemligt).
- Icke militärt inkallad personal anmäles till civilförsvaret.
- Stängning av rikets gränser eller delar därav.
- Minering av vissa farvatten.
- Förberedande av krigsfångeläger.
- Hela sjukvårdssystemet omställs (planerade operationer uppskjutes etc), ett stort antal fältsjukhus uppförs.

Omställningen från civilsamhälle till krigssamhälle var av "ofantliga proportioner", och som påpekats måste hela mobiliseringen genomföras i sin helhet innan den kan avbrytas.